# Língua aquaua
O aquáua, ou Akwáwa, ou ainda Aikewara, é uma língua indígena brasileira do tronco linguístico tupi, da família tupi-guarani, falada pelos índios Aikewara, Paracanãs, entre outros povos. Divide-se em dois dialetos, o Parakanã e o Asurini do Tocantins.